# Gordon Plotkin

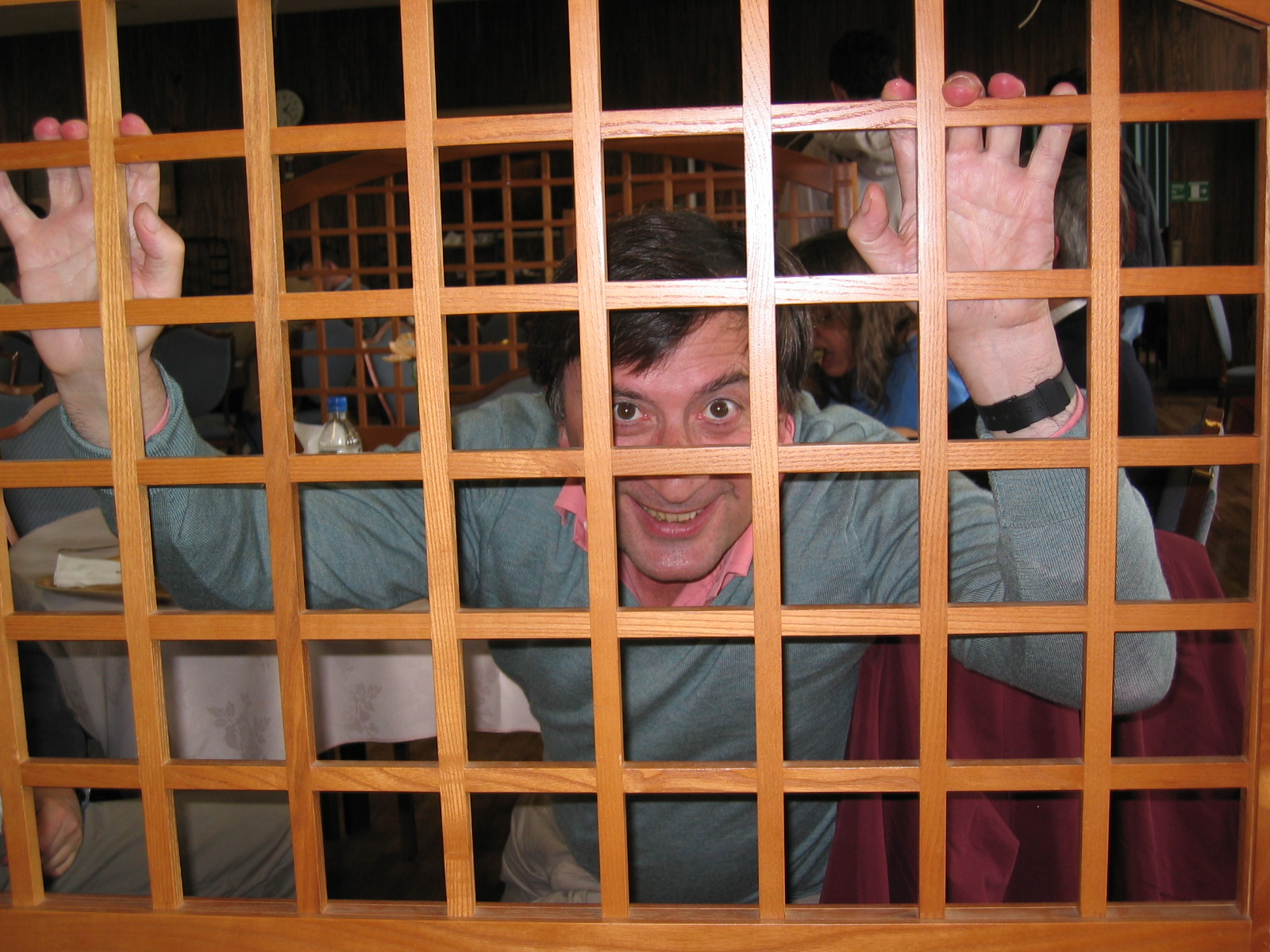
Gordon Plotkin 2005

Gordon David Plotkin (* 9. September 1946 in Glasgow) ist ein britischer theoretischer Informatiker.
Plotkin studierte an der Universität Glasgow und der University of Edinburgh mit dem Bachelor-Abschluss 1967 und der Promotion in Informatik bei Rodney Burstall (* 1934) 1972 (Automatic methods of inductive inference). Er wurde Professor in Edinburgh, wo er mit Burstall und Robin Milner das Labor für Grundlagen der Informatik (Laboratory for Foundations of Computer Science, LFCS) gründete.
Er ist für die Einführung der Strukturellen Operationellen Semantik (SOS, auch Small Step Semantics) in die Theorie der Programmiersprachen bekannt. Er befasst sich auch mit denotationeller Semantik, Typentheorie, Domänen-theoretische und kategorientheoretische Analyse in der Informatik, allgemeiner Beweistheorie, Semantik natürlicher Sprachen, Prozess-Kalküle und computergestützten Modellen in der Biologie und Chemie.
2014 erhielt er den EATCS-Award. Er ist Fellow der Royal Society (1992), Fellow der Royal Society of Edinburgh, Mitglied der Academia Europaea (1989) und der American Academy of Arts and Sciences (2023). Er erhielt den Wolfson Research Merit Award und 2012 den Milner Award der Royal Society. 2011 erhielt er die Blaise-Pascal-Medaille, 2018 die Lovelace Medal.

## Schriften
- A structural approach to operational semantics, Computer Science Department, Universität Aarhus 1981, Nachdruck: J. Log. Algebr. Program., Band 60–61, 2004, S. 17–139 (mit Einführung von Plotkin: The Origins of Structural Operational Semantics)
- mit John C. Mitchell: Abstract types have existential type, ACM Transactions on Programming Languages and Systems 10, 1988, 470.